# Stevica Ristić
Stevica Ristić - em macedônio, Стевица Ристиќ (Vršac, 23 de maio de 1982) é um futebolista macedônio, joga como atacante, defende o Jeonnam Dragons, da Coreia do Sul.

## Títulos
Pohang Steelers
- Korean FA Cup (1): 2008
- K-League Cup (1): 2009
- Liga dos Campeões da AFC (1): 2009